# Эсенайм
Эсенайм (фр. Hessenheim) — коммуна на северо-востоке Франции в регионе Гранд-Эст (бывший Эльзас — Шампань — Арденны — Лотарингия), департамент Нижний Рейн, округ Селеста-Эрстен, кантон Селеста. До марта 2015 года коммуна административно входила в состав упразднённого кантона Маркольсайм (округ Селеста-Эрстен).

## Географическое положение
Коммуна расположена на расстоянии около 390 км на восток от Парижа и в 45 км южнее Страсбура.
Площадь коммуны — 5,21 км², население — 518 человек (2006) с тенденцией к росту: 591 человек (2013), плотность населения — 113,4 чел/км².

## Население
Население коммуны в 2011 году составляло 586 человек, в 2012 году — 588 человек, а в 2013-м — 591 человек.
| 1962 | 1968 | 1975 | 1982 | 1990 | 1999 | 2006 | 2008 | 2011 | 2012 | 2013 |
| ---- | ---- | ---- | ---- | ---- | ---- | ---- | ---- | ---- | ---- | ---- |
| 363  | 356  | 373  | 435  | 438  | 464  | 518  | 555  | 586  | 588  | 591  |

Динамика населения:

## Экономика
В 2010 году из 368 человек трудоспособного возраста (от 15 до 64 лет) 301 были экономически активными, 67 — неактивными (показатель активности 81,8 %, в 1999 году — 72,0 %). Из 301 активных трудоспособных жителей работали 280 человек (155 мужчин и 125 женщин), 21 числились безработными (8 мужчин и 13 женщин). Среди 67 трудоспособных неактивных граждан 18 были учениками либо студентами, 35 — пенсионерами, а ещё 14 — были неактивны в силу других причин.

## Достопримечательности (фотогалерея)
- На въезде
- Церковь Сен-Лорен
- Колокольня
- Интерьер
- Орган
- Часовня